# 夜半の夏
夜半の夏（よはのなつ）は、つい夜ふかしをして短くなってしまう夏の夜のこと。夏の季語。分類は時候に入る。

## 俳句の例
- 病院の廊下鏡の夜半の夏 中村汀女
- 夜半の夏人形の目は目をそらさず 中村草田男